# Wojciech Głoskowski
Wojciech Głoskowski herbu Jastrzębiec (zm. w 1624 roku) – sędzia ziemski warszawski w 1620 roku, sędzia ziemski czerski, wojski czerski.